# Peglio (Lombardia)
Peglio (Pei in dialetto comasco, AFI: /ˈpɛj/) è un comune italiano di 197 abitanti della provincia di Como in Lombardia. Fa parte della Comunità montana Valli del Lario e del Ceresio.

## Geografia fisica
Peglio è situato sulle pendici del Sasso Pelo (910 m s.l.m.), nei pressi della confluenza della piana di Livo nella valle del Liro.

## Storia
Durante l'età comunale Peglio costituiva una comunità retta da un governo consolare, citata negli annessi agli Statuti di Como del 1335 come Pellio montis Grabadone e Pilio montis Domaxii, ossia uno dei comuni che, all'interno della pieve di Gravedona, aveva il compito di garantire la manutenzione del tratto di via Regina compreso tra il "ponte de Acqua Marcida" e il "terminum qui est in media via de la Ganda".
Inserito nella pieve di Gravedona anche nei secoli successivi, il comune di Peglio ne seguì il destino anche quando la stessa confluì nel cosiddetto "feudo delle Tre Pievi superiori del lago" (formato anche dalla pieve di Dongo e da quella di Sorico). Di conseguenza, Peglio fu dapprima infeudato da Lucrezia Crivelli (1497), poi dal Medeghino (1545) e infine dalla famiglia Gallio (1580), la quale esercitò i propri diritti feudali fin'oltre la metà del XVIII secolo. Oltre che ai Gallio, nel 1751 il comune risultava essere infeudato anche al vescovo di Como.
Dopo circa trecento anni di benessere economico, a partire dalla fine del XVI secolo, Peglio fu interessato da un importante fenomeno di emigrazione verso Palermo che, con gli emigrati che mantennero vivo il legame con la terra d'origine commissionando opere d'arte private e pubbliche, tra cui gran parte delle decorazioni della chiesa dei Santi Eusebio e Vittore.
Alcune riforme amministrative del Regno d'Italia napoleonico sancirono dapprima l'annessione di Peglio al comune di Livo (decreto datato 1807) e, in seguito, la ricostituzione del comune di Peglio con relativa aggregazione dei soppressi comuni di Livo e Dosso del Liro (decreto datato 1812). Tutte le decisioni napoleoniche furono tuttavia cancellate dalla Restaurazione.
Dall’Ottocento a Peglio iniziò un ulteriore fenomeno di spopolamento, ancora attivo nel III millennio.
Tra il 1928 e il 1948 Peglio fece parte del comune di Gravedona.

### Simboli
Lo stemma e il gonfalone sono stati concessi con decreto del presidente della Repubblica del 14 luglio 1962.
Il bue ricorda gli armenti che permettevano un importante commercio di bestiame ed erano la principale attività del paese; il castagno è simbolo dei folti boschi che davano, oltre a una grande quantità di legna da bruciare, anche un ottimo prodotto alimentare.
Il gonfalone è un drappo partito di verde e di bianco.

## Monumenti e luoghi d'interesse

### Architetture religiose

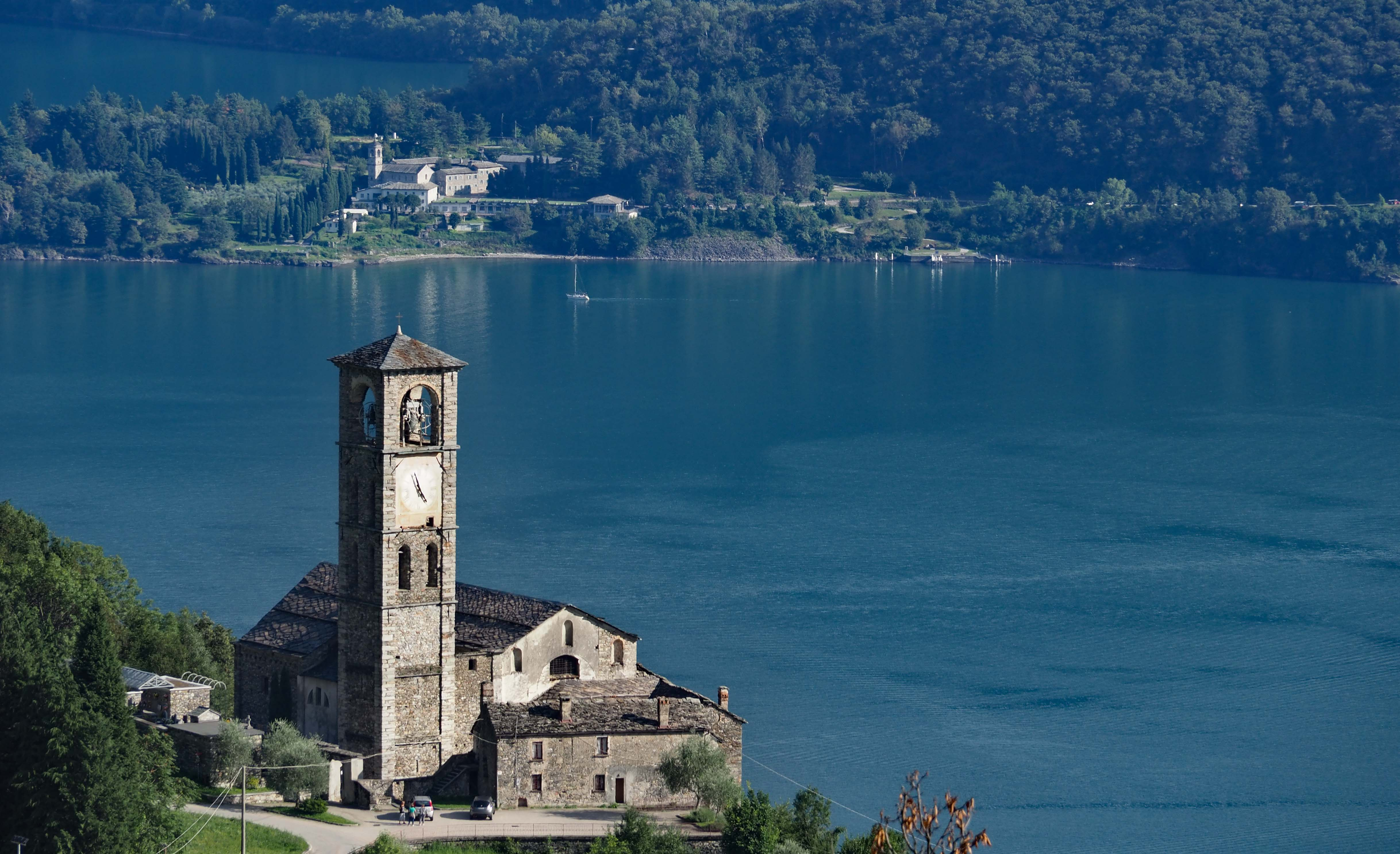
Prepositurale dei Santi Eusebio e Vittore

#### Prepositurale dei Santi Eusebio e Vittore
Un terrazzamento naturale in posizione dominante su Gravedona e il Lario ospita la chiesa dei Santi Eusebio e Vittore, all'interno della quale si conservano notevoli affreschi del Fiammenghini datati di inizio Seicento.

#### Oratorio della Madonna del Gorghiglio

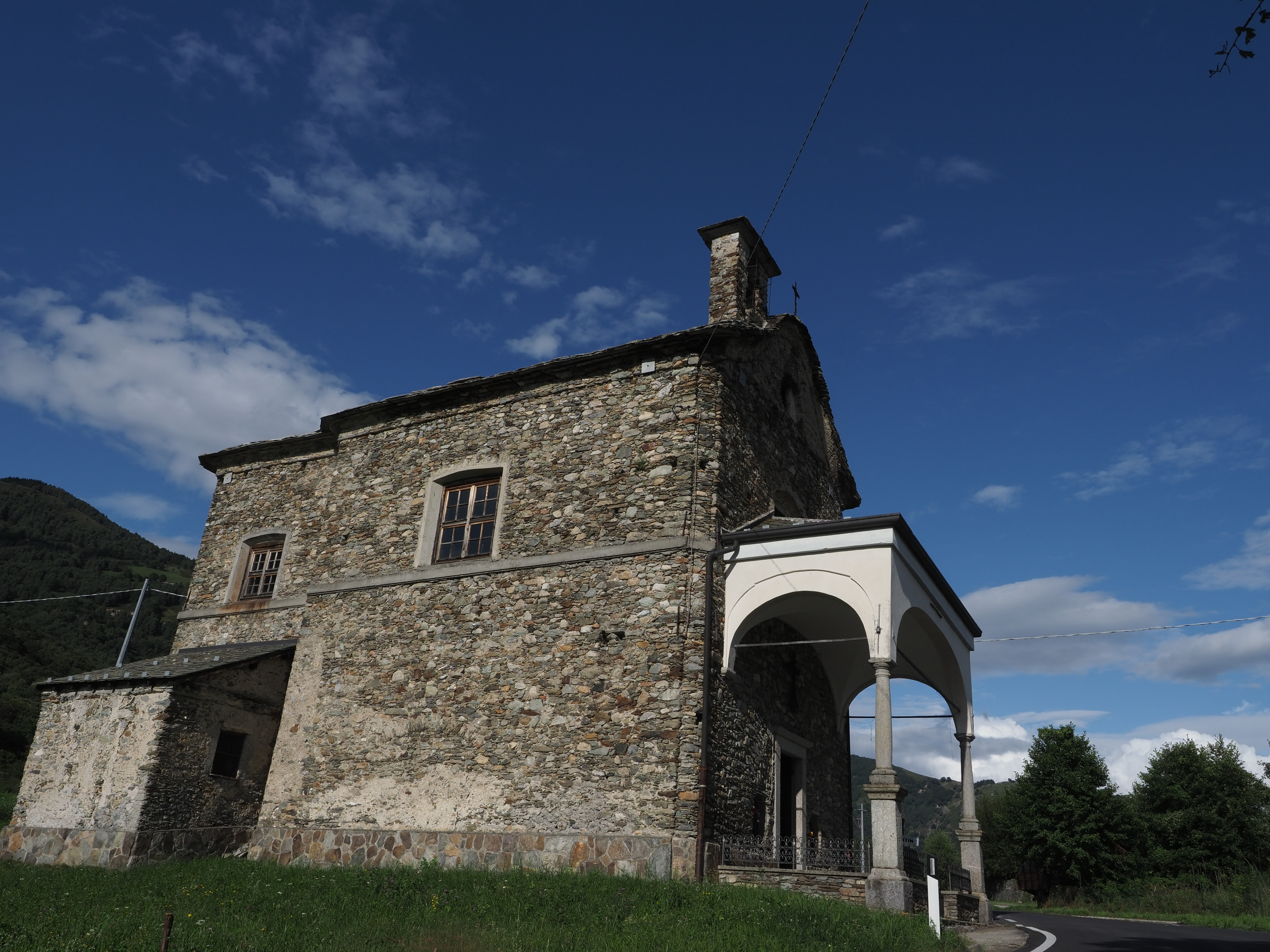
Oratorio della Madonna del Gorghiglio

Sulla strada che da Peglio porta verso Livo attraverso il cosiddetto del pian di Gorghi, si trova la chiesetta della Madonna del Gorghiglio (XVII secolo). Si tratta di un oratorio a navata singola, preceduto da protiro e costruito sulla base di una precedente cappelletta già attestata nel 1706, anno in cui nell'edificio avevano lavorato alcuni ignoti “pitori”, attivi anche presso la cappella di Santa Rosalia della parrocchiale paesana e nella cappella di San Francesco nella chiesa di Santa Maria del Fiume a Dongo. L'oratorio fu ricostruito nel 1779 grazie al contributo dei pegliesi emigrati a Palermo, mentre il protiro fu aggiunto negli ultimi anni del XVIII secolo.

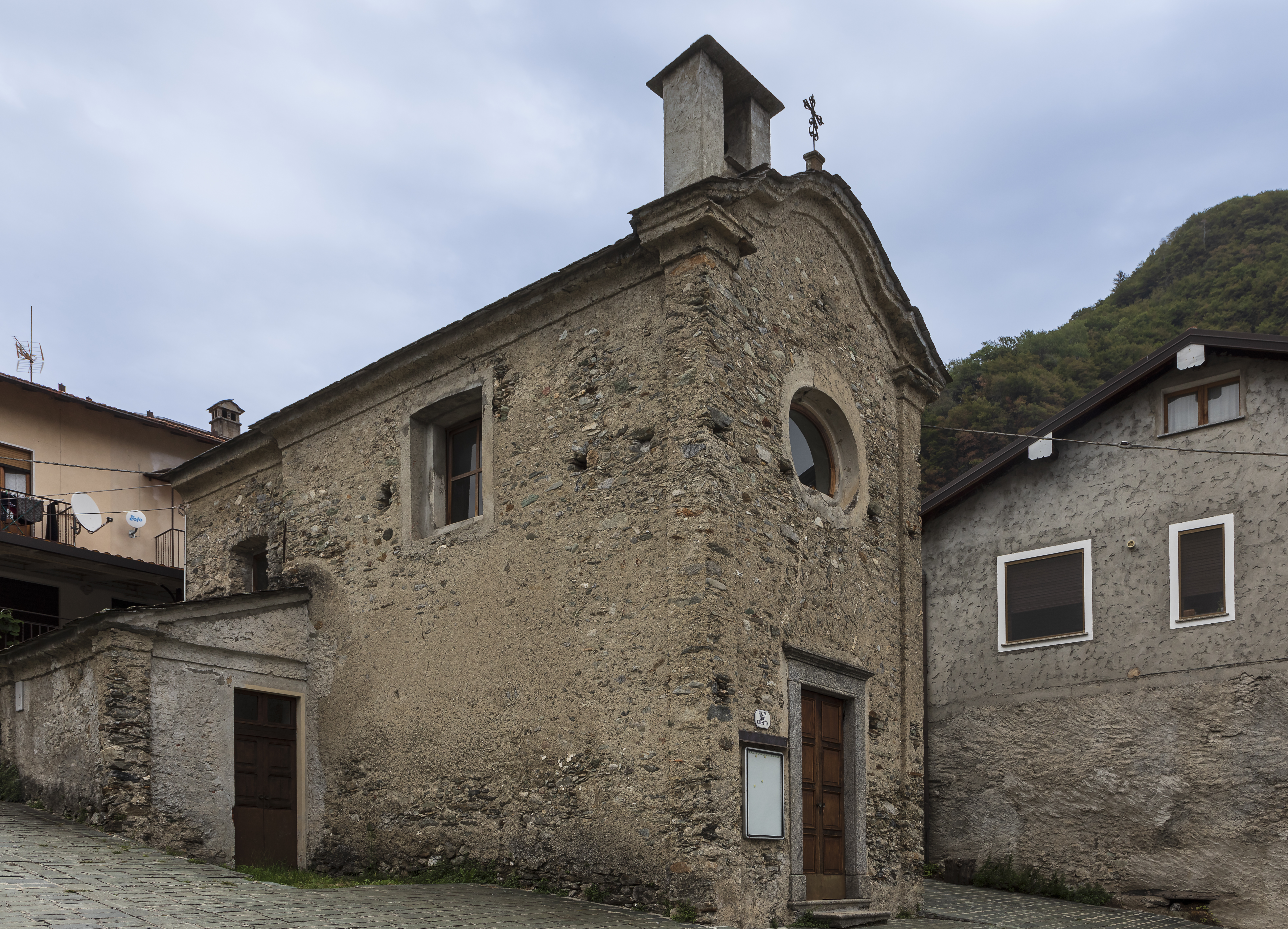
Oratorio della Madonna Immacolata

Internamente, il presbiterio ospita una raffigurazione votiva della Beata Vergine col Bimbo databile al XVI secolo, ai lati della quale si trova un affresco di San Rocco e San Sebastiano realizzato da Antonio Maria Caraccioli da Vercana, autore anche del cartiglio sulla controfacciata. Al vercanino sono attribuiti anche la Nascita della Vergine e l'Annunciazione sulle pareti laterali, affreschi che rimandano alle tele che lo stesso autore avrebbe realizzato nel presbiterio della chiesa della Madonna delle Grazie di Trezzone.

#### Chiesa della Madonna Immacolata
La piazza della chiesetta ospita l'oratorio della Madonna Immacolata, attestato nei confini parrocchiali già nel 1788.

### Architetture civili
Il villaggio è caratterizzato da tipiche costruzioni rurali in pietra, abbastanza ben conservate, alcune delle quali ospitano ancora portali, resti di affreschi, inferriate e davanzali in pietra risalenti al periodo dell'emigrazione dei pegliesi verso Palermo.
In frazione di Argesio, la parete esterna di una di queste abitazioni ospita l'affresco di una Madonna tra San Carlo e Santa Caterina realizzato nel 1619 dal Fiammenghino su commissione di Alberto Mangino.

## Società

### Demografia pre-unitaria
- 1593: 720 abitanti[6]
- 1751: 383 abitanti[7]
- 1771: 388 abitanti[21]
- 1805: 373 abitanti[8]
- 1809: 364 abitanti (prima dell'annessione a Livo)[8]
- 1853: 417 abitanti[22]

### Demografia post-unitaria
Abitanti censiti